# 丹巴県

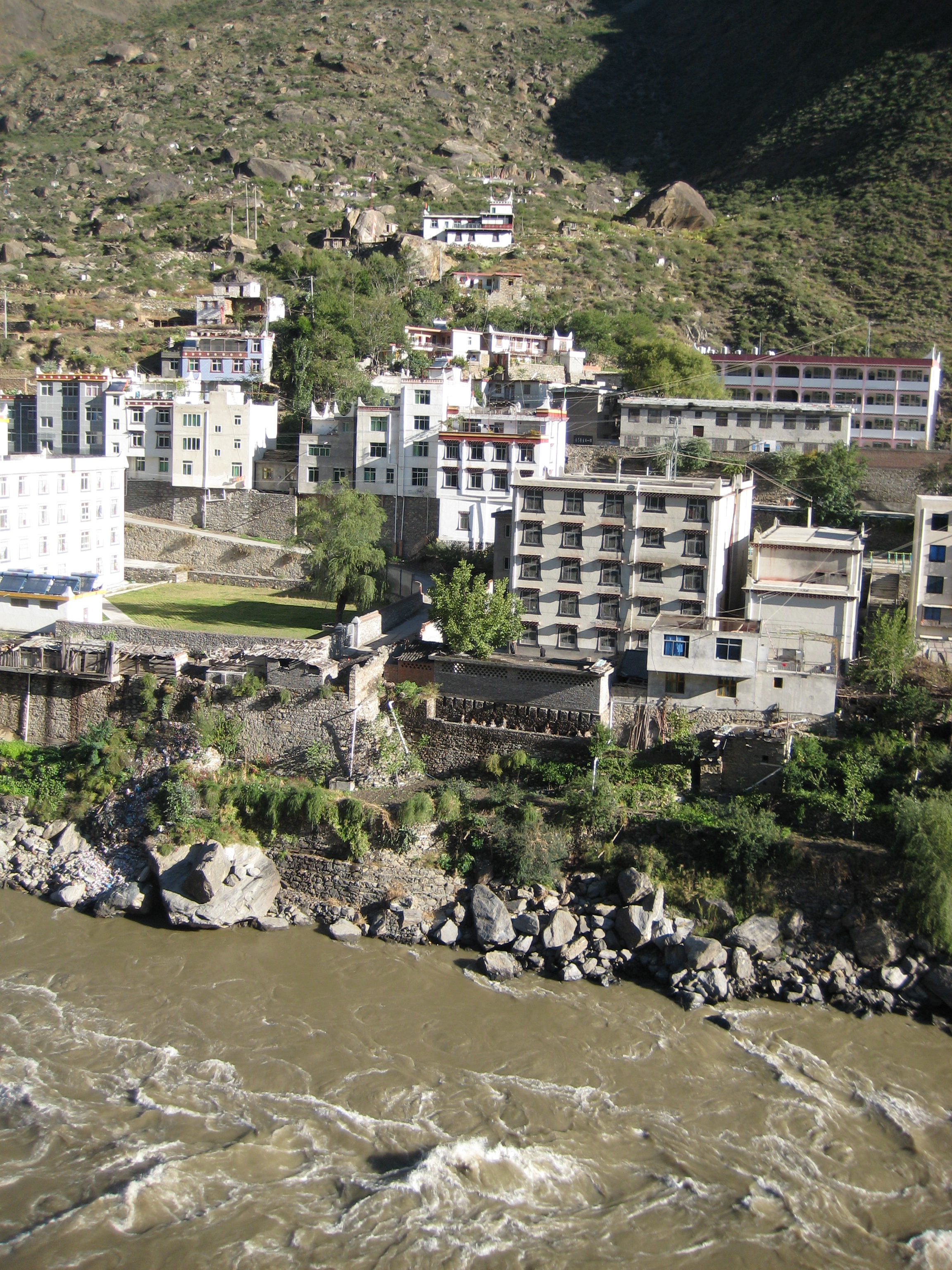
章谷鎮

丹巴県（たんは-けん、ロンタク、rong brag）は中国四川省カンゼ・チベット族自治州の東部に位置する県。県城は海抜1,800mにある。チベット族の中でもギャロン・チベット族（嘉絨蔵族）と呼ばれる人々が多く住む。県内の著名な名勝には美人谷（美人の多さと風景の美しさで知られる）、党嶺、古石碉楼（石造の塔）などがある。

## 歴史
ロンタクは碉楼（石碉）と呼ばれる塔が最も密集している県であり、「千碉古国」の称がある。ロンタクの石碉は木組みに石を組み合わせた建物で、戦いの際に立てこもるために建てられた。高さは16層や17層ほどあり上に行くほど細くなり、壁には外が狭く中へ行くほど広くなった窓が穿たれている。こうした窓は、外からは侵入しにくく、中から外の様子を見張って矢を放ちやすいようにできている。現存最古の碉楼は2000年前のものであるが、清の乾隆帝が大金川・小金川を平定したころに多くが建てられた。ロンタクには現在562の石碉楼が残り、なかでは梭坡の古石碉楼群（84座）、墨爾多山の古石碉楼群（21座）、蒲角頂の古石碉楼群（29座）の三つが多い。

## 行政区画
| 区分 | 数 | 名称                                                 |
| ---- | -- | ---------------------------------------------------- |
| 鎮   | 9  | 章谷 巴底 革什扎 丹東 東谷 墨爾多山 甲居 格宗 半扇門 |
| 郷   | 3  | 巴旺 梭坡 太平橋                                     |

## 気候
年平均気温は14.2℃。1月の平均気温は4.4℃、8月の平均気温は22.4℃。

## 交通
成都（成都茶店子バスターミナル）から丹巴までバスで行くことができ、351km、約9時間。近隣の町とは、乗り合いタクシーでは、小金から1時間半、康定から3時間半。成都から康定は冬期以外は飛行機でも行ける。

### 道路
国道
- G350国道

## 健康・医療・衛生
- 丹巴県人民医院

## 出身人物
- alan

## 参照
1. ↑  丹巴县 - 百度百科